# Goniocraspidum ennomoides
Goniocraspidum ennomoides là một loài bướm đêm trong họ Noctuidae.